# Рукавишников, Василий Иванович
Василий Иванович Рукавишников (18 января 1872 — 29 октября (11 ноября) 1916) — российский дипломат и криптограф, секретарь посольства в Риме. Дядя писателя Владимира Набокова, оставивший ему наследство, вскоре полностью потерянное в результате революции.

## Биография
Василий Иванович родился в семье русского промышленника Ивана Васильевича Рукавишникова и Ольги Николаевны Рукавишниковой (урождённой Козловой, 1845—1901), дочери врача Николая Илларионовича Козлова.
Имел чин коллежского асессора, служил секретарём посольства, в 1915—1916 годах — старший советник посольства в Италии. Племянник Владимир Набоков уточняет: «дипломатические занятия его <…> были довольно туманного свойства. Он говорил, впрочем, что мастер разгадывать шифры на пяти языках». В Италии, по словам Эндрю Филда, биографа его племянника, Василий Иванович арендовал виллу Торлонию (Villa Torlonia). Совладелец Невьянских заводов в 1901—1906 годах, а до 1907 года совладелец Алапаевских заводов. В августе 1914 в начале Первой мировой войны участвовал в воинственной демонстрации у немецкого посольства в Санкт-Петербурге:134.
Писатель Владимир Набоков назвал его своим единственным близким родственником по матери.
Василий Иванович любил изысканно одеваться, в петлице его пиджака почти всегда была гвоздика. Он имел страсть к ювелирным украшениям и охоте, в игре в карты умел обыграть шулера. Носил прозвище «Рука». Сильно заикался на губных звуках. Василий Иванович сочинял романсы на свои собственные стихи на французском языке (их рукописи погибли, и стихи остались не опубликованными). Опубликовал по крайней мере один рассказ на русском языке:91. По воспоминаниям племянника он отличался внешностью и «обнаженностью чувств» Пруста.

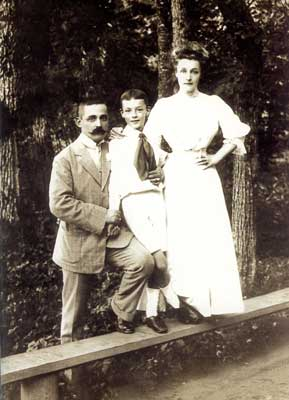
Василий Иванович с сестрой и племянником Владимиром Набоковым.

Лето 1916 года Василий Рукавишников провёл в своём петроградском имении. Осенью 1916 года он неожиданно умер от грудной жабы в лечебнице «Сан-Мандэ» под Парижем:146-147. Именно любимому племяннику было завещано всё его имущество внутри России — усадьба Рождествено и миллионное состояние. Биограф Набокова Брайн Бойд подчеркивает, что, так как Василий Иванович был бездетен, наследство Рукавишниковых было давно распределено между детьми Елены Ивановны: Сергею должен был отойти петербургский дом, а усадьба Выра — Ольге:147. Юный Набоков был обладателем наследства всего лишь один год — после Октябрьской революции семья потеряла всю недвижимость.
Василий Иванович был третьим известным гомосексуалом в семье писателя Владимира Набокова (наряду с дядей по отцу Константином и братом Сергеем). После его смерти заграничная часть его имущества (итальянская вилла и замок Перпинья около По в Нижних Пиренеях:56) была завещана «какому-то итальянцу».
В 1959 году, когда киностудия «Харрис-Кубрик» купила права на экранизацию «Лолиты» и к Набокову вернулась полная экономическая независимость, он неожиданно вспомнил странный сон, который видел вскоре после смерти дяди Василия. В нём дядя сказал загадочную фразу: «Я вернусь к тебе как Харри и Кувыркин…». Во сне эти имена принадлежали паре никогда не существовавших в реальности клоунов. Набоков считал, что его сны имеют «провидческий привкус»:441

## В произведениях племянника
Главный герой романа «Подлинная жизнь Себастьяна Найта» умирает в одиночестве от грудной жабы в больнице Сан-Домье в предместьях Парижа:147.
Глава «Портрет моего дяди» (Portrait of My Uncle) была первой написанной по-английски, законченной главой будущих воспоминаний, известных в разных версиях и под разными заглавиями («Убедительное доказательство», «Другие берега», «Память, говори»). 3 января 1948 года как отдельное произведение её опубликовал американский журнал «Нью-Йоркер»:146, 814.

## Комментарии
1. ↑  У Елены Ивановны было немало двоюродных братьев и сестёр в Москве, детей Константина Рукавишиникова[7]. Известно, что до Октябрьского переворота семья Набоковых поддерживала с ними устойчивые отношения. Но во всех версиях воспоминаний В. В. Набокова, во всех его биографиях подчеркивается, что Василий Иванович «единственный близкий родственник по матери», что Набоков не имеет никакого отношения к московским Рукавишниковым («Среди отдаленных ее предков, сибирских Рукавишниковых (коих не должно смешивать с известными московскими купцами того же имени)» «Другие берега») и т. п. Эти утверждения, вероятно, связаны со страхом В. В. Набокова бросить тень на оставшихся в России многочисленных родственников.
2. ↑  Самой первой главой была часть, посвященная французской гувернантке «Мадемуазель О.», первоначально написанная на французском и опубликованная во 2-м номере парижского журнала Mesures за 1936 год. Рассказ был переведён Владимиром Набоковым и Хильдой Уорд на английский был опубликован в журнале Atlantic Monthly в январе 1943 году.